# Ронки дей Леджонари
Ро̀нки дей Леджона̀ри (на италиански: Ronchi dei Legionari, на местен диалект Ronchi, Ронки, на фриулски Roncjis di Monfalcon, Рончис ди Монфалкон, на словенски, Ronke, Ронке) е град и община в североизточна Италия, провинция Гориция, автономен регион Фриули-Венеция Джулия. Разположен е на 11 m надморска височина. Населението на града е 12 147 души (към 2010 г.).